# Dalbergia kurzii
Dalbergia kurzii är en ärtväxtart som beskrevs av David Prain. Dalbergia kurzii ingår i släktet Dalbergia, och familjen ärtväxter.

## Underarter
Arten delas in i följande underarter:
- D. k. kurzii
- D. k. truncata